# Європейське трудове право
Європейське трудове право регулює основні транснаціональні стандарти працевлаштування та партнерства на роботі в Європейському Союзі та країнах, що приєдналися до Європейської конвенції з прав людини. Встановлюючи регуляторні межі конкуренції за інвестиції, що створюють робочі місця в межах Союзу, а також сприяючи певній мірі консультування працівників на робочому місці, європейське трудове право розглядається як стовп «європейської соціальної моделі». Незважаючи на значні відмінності щодо захисту зайнятості та відповідного соціального забезпечення між державами-членами, зазвичай спостерігається контраст із умовами Сполучених Штатів.
Європейський Союз, згідно з Договором про функціонування Європейського Союзу, стаття 153(1) може використовувати звичайну законодавчу процедуру щодо переліку сфер трудового права. Зокрема, це виключає регулювання заробітної плати та колективні переговори. Чотири основні сфери регулювання трудових прав ЄС включають (1) індивідуальні трудові права, (2) антидискримінаційні норми, (3) права на інформацію, консультації та участь у роботі та (4) права на безпеку роботи. Практично в усіх випадках ЄС дотримується принципу, що країни-члени завжди можуть створювати права, які будуть більш вигідними для працівників.
Фундаментальний принцип трудового права полягає в тому, що нерівна переговорна сила працівників виправдовує заміну правил власності та контракту позитивними соціальними правами, щоб люди могли заробляти на життя, щоб повною мірою брати участь у демократичному суспільстві. Компетенція ЄС загалом відповідає принципам, кодифікованим у Хартії Співтовариства про основні соціальні права працівників 1989 року, введеній у «соціальний розділ» Маастрихтського договору.

## Історія
Хоча вільне пересування працівників було центральним для першої угоди про Європейську економічну спільноту, розвиток європейського трудового права був поступовим процесом. Спочатку доповідь Оліна 1956 року рекомендувала, що трудові стандарти не потребують узгодження, хоча загальний принцип антидискримінації між чоловіками та жінками був включений у перші Договори. Дедалі частіше відсутність трудових прав вважалася недостатньою, враховуючи можливість « гонки на дно » в міжнародній торгівлі, якщо корпорації можуть перемістити робочі місця та виробництво в країни з низькою заробітною платою.
Договір про функціонування Європейського Союзу (походить від Лісабонського договору ) перераховує в статті 2(1) компетенцію Європейського Союзу у сфері трудового права. Що явно не включено, так це несправедливе звільнення працівників, а згідно зі статтею 153(5) «оплата праці, право на об’єднання, право на страйк або право вводити локаути». Як сказано, «Союз підтримує та доповнює діяльність держав-членів у таких сферах:»
|  | (а) покращення, зокрема, робочого середовища для захисту здоров’я та безпеки працівників; (б) умови праці; (в) соціальне забезпечення та соціальний захист працівників; (г) захист працівників у разі припинення трудового договору; (ґ) інформування та громадські консультації\|консультації працівників; (д) представництво та колективний захист інтересів працівників і роботодавців, включаючи спільне прийняття рішень, відповідно до пункту 5; (е) умови працевлаштування для громадян третіх країн, які законно проживають на території Союзу; (є) інтеграція осіб, виключених з ринку праці, без шкоди для статті 166; (ж) рівність між чоловіками та жінками щодо можливостей ринку праці та поводження на роботі; (з) боротьба із соціальним відчуженням; (и) модернізація систем соціального захисту без шкоди для пункту (c). |

Згідно зі статтею 151 ДФЄС ці цілі ґрунтуються на ряді інших договорів і джерел, які, у свою чергу, черпають натхнення з Міжнародної організації праці та Версальського договору.

## Праця і права людини
Перша група директив створює ряд індивідуальних прав у трудових відносинах ЄС. Метою транснаціонального регулювання є поступове підвищення мінімального мінімуму відповідно до економічного розвитку.
- Статті 4, 6, 9, 10 і 11 Європейської конвенції з прав людини
- Європейська соціальна хартія 1961 року
- Громадська хартія основних соціальних прав працівників 1989 року

### Трудові договори
Директива щодо інформації про працевлаштування 2019 року вимагає, щоб кожен працівник (як би це не визначено законодавством держави-члена) мав право на письмову заяву щодо свого трудового договору.
Послідовна судова практика Європейського суду полягає в тому, що працівника, як правило, слід визначати відповідно до того факту, що він або вона незмінно є слабшою стороною в трудовому договорі та працює під керівництвом іншої особи.
- Lawrie-Blum v Land Baden-Württemberg (1986) C-66/85, [17] «суттєвою ознакою трудових відносин... є те, що протягом певного періоду часу особа виконує послуги для іншої особи та під його керівництвом. особа, за яку вона отримує винагороду».
- Pfeiffer v Deutsches Rotes Kreuz (2005) C-397/01, «працівник має розглядатися як слабша сторона трудового договору, і тому необхідно запобігти тому, щоб роботодавець не зважав на наміри іншої сторони договору або накласти на цю сторону обмеження її прав без її прямої згоди на це».
- Danosa проти LKB Līzings SIA (2010) C-232/09
- Holterman Ferho Exploitatie BV проти Spies Von Büllesheim (2015) C-47/14

Європейський суд чітко постановляє, що загалом немає винятків із терміну «працівник» для керівників згідно з європейським законодавством, що дозволило б державам-членам обмежити захист працівників некерівними працівниками.
- Запропоновано Директиву щодо роботи на платформах, яка визнає платформи роботодавцями та регулює керування алгоритмами.

### Вільний рух
У статтях 45–48 зазначено, що працівники мають право вільно пересуватися та працювати будь-де в ЄС без дискримінації за національною ознакою, за винятками з метою збереження державного порядку, безпеки та здоров’я.
- Директива про права громадян 2004/38/ЄС

Існує також стара Директива щодо відряджених працівників, яка нещодавно стала дуже спірною через рішення Суду ЄС у справі Rosella and Laval.
- Директива про відряджених працівників 96/71/ЄС

### Робочий час та догляд за дітьми

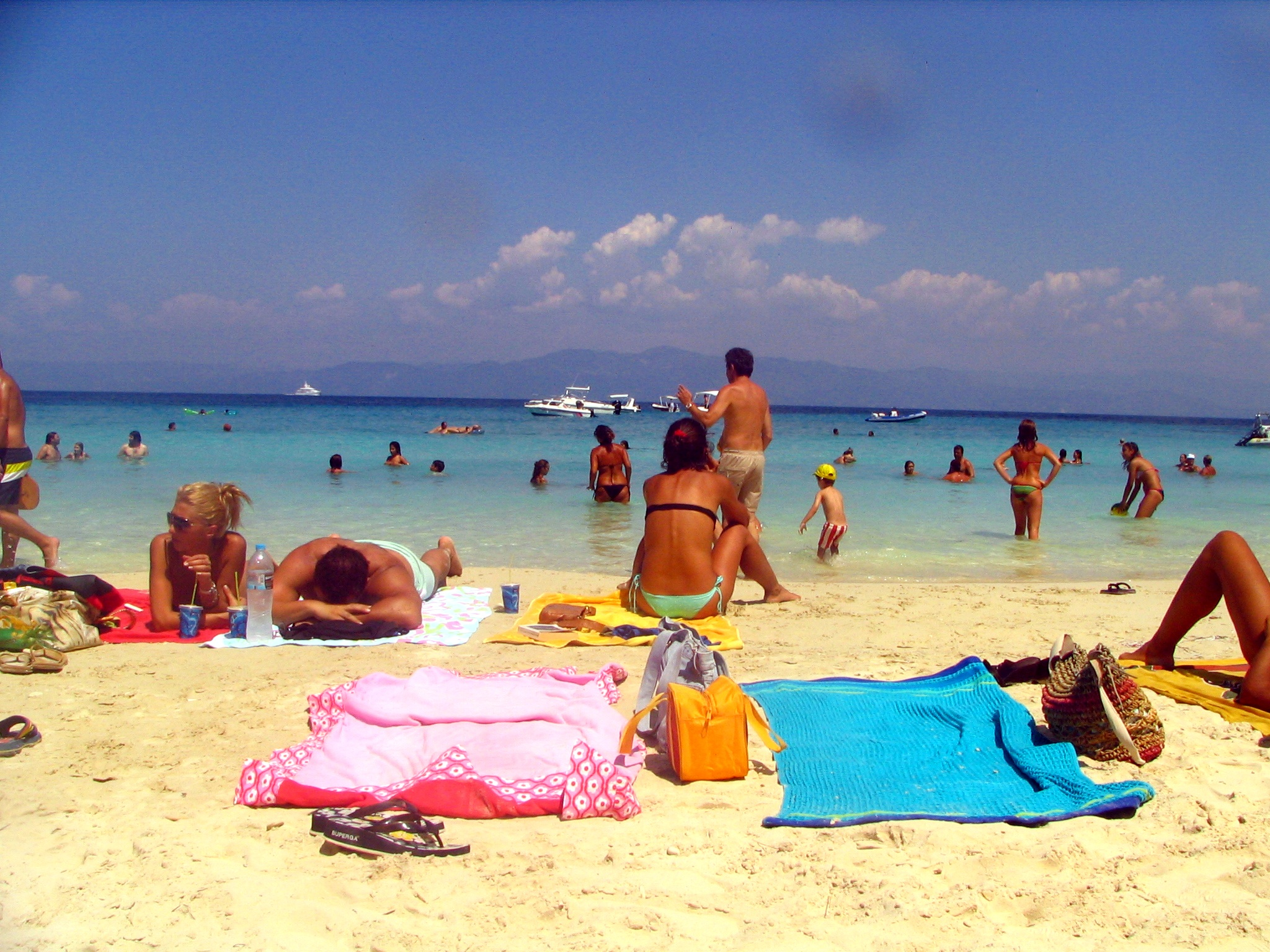
Європейська соціальна хартія 1961 ст. 2(1) вимагає «поступово скорочувати робочий тиждень» із «збільшенням продуктивності». Директива про робочий час 2003 року вимагає щонайменше чотирьох оплачуваних тижнів відпустки на рік. Завдяки дводенним вихідним більшість людей у ЄС працюють дві третини року або менше.

Відображаючи основні стандарти Загальної декларації прав людини та Конвенцій МОП, Директива про робочий час 2003 року вимагає мінімум 4 тижні (загалом 28 днів) оплачуваної відпустки щороку, мінімум 20-хвилинної оплачуваної перерви на відпочинок для 6-годинної робочої зміни, обмеження роботи в нічний час або часу, витраченого на небезпечну роботу, і максимального 48-годинного робочого тижня, якщо працівник не надає особисту згоду. Директива про відпустку по догляду за дитиною 2010 року надає батькам (матерям, батькам або законним опікунам) мінімум 4 місяці неоплачуваної відпустки для догляду за дітьми до того, як їм виповниться 8 років, а Директива 1992 року про вагітних працівниць надає право матерям на мінімум 14 тижнів оплачуваної відпустки для догляду за дітьми.
- Директива про робочий час 2003/88/ЄС
- Директива щодо вагітних робітниць 92/85/EЄС
- Директива про батьківську відпустку 96/34/ЄС та 97/75/ЄС

### Здоров'я і безпека
Директива про безпеку та гігієну праці 1989 року вимагає базових вимог щодо запобігання та страхування ризиків на робочому місці за консультацій та участі працівників, і це доповнюється спеціалізованими директивами, починаючи від робочого обладнання до небезпечних виробництв. Майже в усіх випадках усі держави-члени значно перевищують цей мінімум.
- Директива про здоров’я та безпеку нетипових працівників 1991 91/383/EЄС
- Директива про мінімальну безпеку на робочому місці 1989 89/654/ЄС

### Пенсії
Незважаючи на відсутність регулювання заробітної плати, Директива про інститути професійного пенсійного забезпечення 2003 року вимагає, щоб пенсійні виплати були захищені через національний страховий фонд, щоб інформація надавалася бенефіціарам і дотримувались мінімальних стандартів управління. Вони включають захист «пенсійних обіцянок» роботодавців у разі проблем з бізнесом і вимагають мінімальних стандартів фінансування. Більшість держав-членів виходять далеко за рамки цих вимог, зокрема, вимагаючи голосування для працівників, які розпоряджаються їхніми коштами.
- Директива про захист від неплатоспроможності 2008/94/ЄС[22] стаття 8
- Робінс проти Державного секретаря з питань праці та пенсій (2007) C-278/05, установа пенсійних гарантій держави-члена повинна відшкодовувати набагато більше 20% пенсії

З початку світової фінансової кризи в 2007 році ЄС створив мережу транснаціональних фінансових регуляторів, намагаючись запобігти зниженню стандартів країнами, які конкурують на низькому рівні регулювання. Одним із них є Європейське управління страхування та професійного пенсійного забезпечення, яке замінило комітет, відомий як «Комітет європейських органів нагляду за страхуванням та професійним пенсійним забезпеченням».
- Регламент 1094/2010 Європейського органу з питань страхування та професійного пенсійного забезпечення

Податкове законодавство для працівників, які працюють за кордоном (Європейська та інша країна) регулюється Директивою n. 957/2018.

### Соціальна безпека
- Рівне ставлення в професійному соціальному забезпеченні Директива 86/378
- Рівне ставлення в Директиві про соціальне забезпечення 79/7/ЄЕС
- Регламент соціального забезпечення 1408/71/ЄС та 883/2004/ЄС
- Директива 2005/36/ЄС

### Державні закупівлі
- Директива про державні контракти 2014 ( 2014/24/ЄС ), статті 18, 69-71 і Додаток X
- RegioPost GmbH &amp; Co v Stadt Landau in der Pfalz (2015) C-115/14

## Колективне представництво
ЄС формально не має права приймати закони про колективні переговори, хоча ЄС разом із усіма державами-членами пов’язаний юриспруденцією Європейського суду з прав людини щодо свободи об’єднання.

### Партиципаторне управління

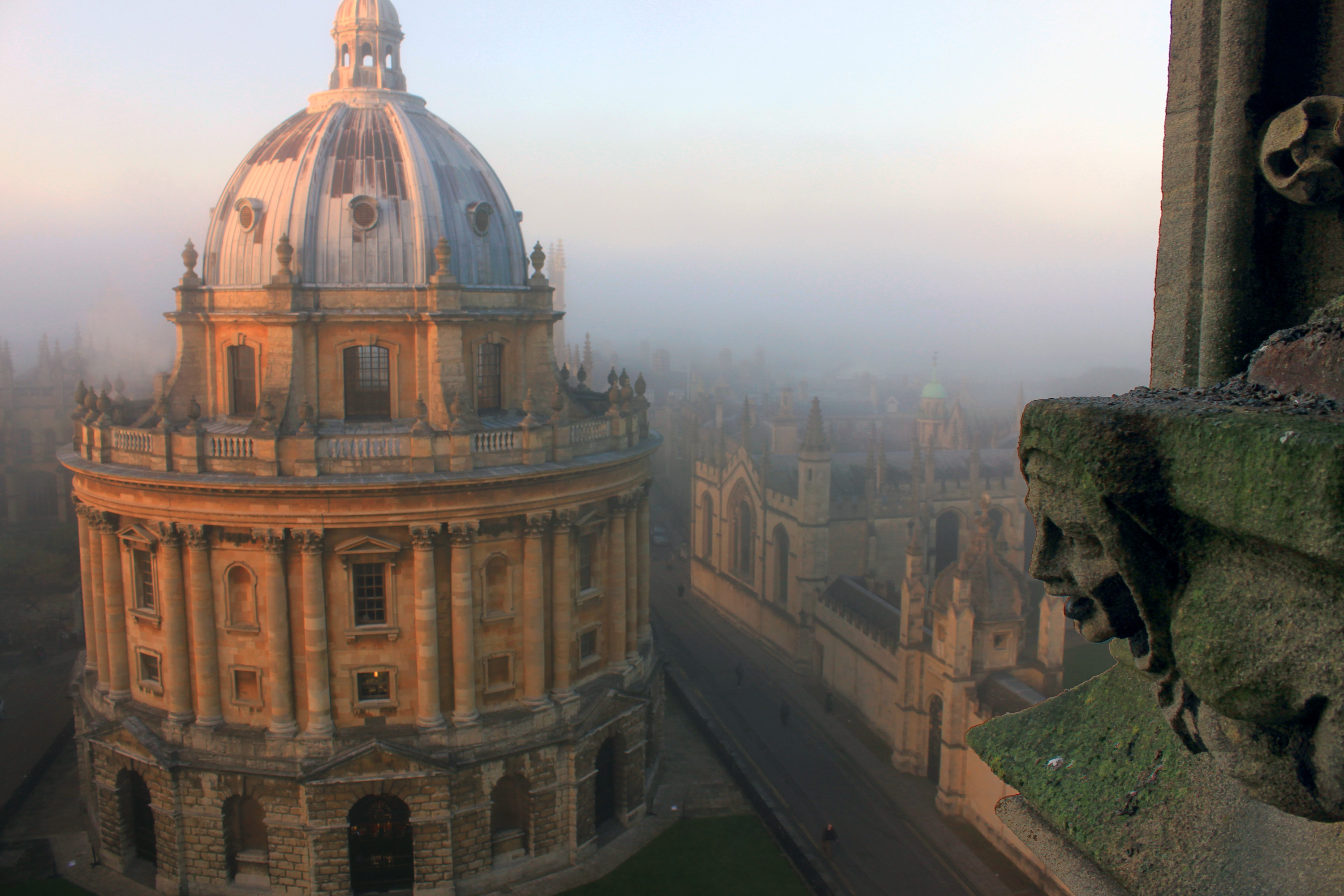
Більшість країн ЄС мають законодавство, зокрема Закон про Оксфордський університет 1854 року, яке захищає право працівників голосувати за керівництво корпорації. Це відображено в Директиві про залучення працівників 2001 року для європейських компаній.

Якщо компанія перетворюється з корпорації держави-члена на реєстрацію відповідно до Регламенту європейських компаній 2001 року, працівники мають право на не менш сприятливе представництво, ніж згідно з чинним законодавством країни-члена про участь у раді директорів. Це практично важливо, оскільки більшість країн-членів ЄС вимагають представництва працівників у радах компаній.
- Директива про залучення працівників 2001/86/ЄС
- Регулювання європейських компаній

### Інформація та консультація
Директива про інформацію та консультації 2002 року вимагає, щоб робочі місця з понад 20 або 50 співробітниками мали право створювати виборні робочі ради з низкою обов’язкових прав, Європейська директива робочих рад 2009 дозволяє робочі ради транснаціонально, а Директива про залучення працівників 2001 вимагає представництва працівників у радах компаній у деяких європейських компаніях. Загалом вимога щодо інформування та консультування працівників (вести переговори з метою досягнення згоди) міститься в чотирьох директивах.
- Директива Європейської робочої ради 2009/38/ЄС[недоступне посилання з 01.07.2016] ст. 6(3)
- Директива про інформування та консультації 2002/14/ЄС, ст. 4(2)
- Директива про передачу бізнесу 2001/23/ЄС ст. 7
- Директива про колективне звільнення 98/59/ЄС ст. 2

### Ведення колективних переговорів
Теоретично лише Європейський суд з прав людини повинен мати компетенцію вирішувати питання, пов’язані з колективними переговорами та промисловими діями, оскільки договори Європейського Союзу не наділяють ЄС компетенцією приймати закони з таких питань. Сфера дії ЄКПЛ поширюється на колективні переговори, враховуючи право на свободу асоціацій відповідно до статті 11. У справі «Вілсон і Палмер проти Сполученого Королівства» Суд постановив, що будь-яка шкода членству в профспілці є несумісною зі статтею 11, а у справі «Демір і Байкара проти Туреччини». Суд постановив «право вести колективні переговори з роботодавцем в принципі став одним із істотних елементів» статті 11. Цей підхід, який включає підтвердження фундаментального права на страйк у всіх демократичних державах-членах, розглядається як такий, що суперечить деяким попереднім судовим практикам Суду ЄС, зокрема ITWF проти Viking Line ABP та Laval Un Partneri Ltd проти Svenska Byggnadsarbetareforbundet. Ці рішення свідчать про те, що основоположне право працівників на колективні дії підпорядковується свободі бізнесу створювати та надавати послуги.
- Стаття 11 ЄКПЛ
- Вілсон і Палмер проти Сполученого Королівства
- Демір і Байкара проти Туреччини [2008] ЄСПЛ 1345
- Ерцбергер проти TUI AG (2017) (C-566/15), сфера вільного пересування працівників
- Розелла [2008] IRLR 143 (C-438/05), про свободу заснування
- Laval Un Partneri Ltd проти Svenska Byggnadsarbetareforbundet [2008] IRLR 160 (C-319/05, див. також (C-319/06), щодо вільного переміщення послуг

- Директива про колективні переговори та заробітну плату COM/2020/682 final

## Рівність
Крім загального принципу рівності в законодавстві ЄС, шість основних директив захищають основні права рівності в законодавстві ЄС. Правила не консолідовані, а винагорода за ґендерною ознакою потенційно обмежена через відсутність можливості гіпотетичного компаратора або компараторів у аутсорсинговому бізнесі. Правила рівності ще не застосовуються до прав на догляд за дитиною, які лише дають жінкам значну кількість вільного часу і, отже, перешкоджають рівності чоловіків і жінок, які піклуються про дітей після народження та займаються кар’єрою.

### Загальний принцип
Принцип рівності незалежно від статусу є фундаментальною цінністю в усіх європейських державах-членах і являє собою основний принцип, який пронизує цілі кожної установи. Рівність була підтверджена Судом ЄС у справі KücükdevЄСi проти Swedex GmbH &amp; Co KG як загальний принцип права ЄС.
- KücükdevЄСi проти Swedex GmbH &amp; Co KG (2010) C-555/07

Це відображено в низці положень ДФЕС.
- Стаття 8 (колишня стаття 3(2) ДЄС) «У всій своїй діяльності Союз має на меті усунення нерівності та сприяння рівності між чоловіками та жінками».
- Стаття 10: «Визначаючи та впроваджуючи свою політику та діяльність, Союз має на меті боротися з дискримінацією за статтю, расовим чи етнічним походженням, релігією чи переконаннями, інвалідністю, віком чи сексуальною орієнтацією».

### Заповідні території
Директива про расову рівність 2000 року, Рамкова директива про рівність 2000 року та Директива про рівне ставлення 2006 року забороняють дискримінацію на основі сексуальної орієнтації, інвалідності, релігії чи переконань, віку, раси та статі. Окрім «прямої дискримінації», існує заборона на «непряму дискримінацію», коли роботодавці застосовують нейтральне правило до всіх, але це має непропорційний вплив на захищену групу.
- Рамкова директива про рівність 2000/78/ЄС
- Директива про расову рівність 2000/48/ЄС
- Директива про рівне ставлення 2006/54/ЄС

### Нетипові працівники
Директива про неповний робочий день 1997 року, Директива про роботу на визначений термін 1999 року та Директива про тимчасову роботу через агентства 2008 року загалом вимагають, щоб люди, які не мають звичайних постійних контрактів на повний робочий день, мали не менш прихильне ставлення, ніж їхні колеги. Однак сфера дії захищеного працівника залишається на законі держав-членів, а TAWD 2008 стосується лише «основних умов праці» (переважно оплата, робочий час і права на участь) і дозволяє державам-членам мати кваліфікаційний період.
- Директива 97/81/ЄС про працівників, які працюють неповний робочий день
- Директива про роботу на визначений термін 99/70/ЄС
- Директива про тимчасову роботу та роботу через агентства 2008/104/ЄС

## Безпека роботи
Мінімальні права на безпеку роботи забезпечуються трьома Директивами. У Договорах є інші норми, які прагнуть створити високий рівень зайнятості в ЄС.

### Реструктуризація бізнесу
Директива про колективне звільнення 1998 року визначає, що мінімальні періоди повідомлення та консультації мають місце, якщо більше ніж встановлена кількість робочих місць на робочому місці знаходяться під загрозою. Директива про передачу підприємств 2001 року вимагає, щоб співробітники зберігали всі договірні права, якщо немає незалежної економічної, технічної чи організаційної причини, якщо їхнє робоче місце продається від однієї компанії до іншої. Нарешті, Директива про захист від неплатоспроможності 2008 року вимагає, щоб претензії працівників щодо заробітної плати були захищені у випадку, якщо їхній роботодавець стає неплатоспроможним. Ця остання Директива призвела до розгляду справи Francovich проти Італії, де Суд ЄС підтвердив, що країни-члени, які не впроваджують мінімальні стандарти в Директивах ЄС, зобов’язані виплачувати компенсацію працівникам, які повинні мати права згідно з ними.
- Junk v Kühnel (2005) C-188/03, [43] Директива про колективне звільнення 1998 року «покладає зобов’язання вести переговори».
- USDAW проти WW Realization 1 Ltd (2015) C-80/14, п’ята палата

### Безробіття

Рівень безробіття в США та ЄС, 1993–2009 рр.

Сьогодні відповідно до статті 147 ДФЄС ЄС зобов’язаний сприяти «високому рівню зайнятості шляхом заохочення співпраці між державами-членами». Це не призвело до прийняття законодавства, яке зазвичай вимагає оподаткування та фіскального стимулювання для значних змін, тоді як грошово- кредитна політика Європейського центрального банку викликала гострі суперечки під час кризи єврозони. ЄС вживає спеціальних ініціатив для боротьби з безробіттям, але лише опосередковано через покращення регулювання. Він не має жодної спеціальної програми фіскального стимулювання, крім коштів, які використовуються для загального регіонального розвитку.
- Стаття 9 ДФЄС: «При визначенні та здійсненні своєї політики та діяльності Союз бере до уваги вимоги, пов’язані із сприянням високому рівню зайнятості, гарантіям належного соціального захисту, боротьбі з соціальною ізоляцією та високим рівнем виховання, навчання та охорони здоров’я людини».
- Статті 145–150 про скоординовані стратегії сприяння зайнятости
- Обстеження робочої сили Європейського Союзу
- Євростат
- Європейська боргова криза
- Економічний спад Ірландії після 2008 року
- Криза державного боргу Греції
- 2008–15 Іспанська фінансова криза
- 2010–14 Португальська фінансова криза

## Гігекономічне законодавство
У грудні 2021 року Європейська комісія опублікувала новий проєкт закону, щоб забезпечити ґіґ-працівникам мінімальною зарплатою, доступ до лікарняних, відпусток і загальних прав на працевлаштування. Це оголошення призвело до зниження цін на акції економічних брендів, зокрема Deliveroo, Just Eat Takeaway, Delivery Hero.